# Daniel Ferreira
Daniel Ferreira (n. Asunción, Paraguay; 25 de septiembre de 1982) es un futbolista paraguayo que juega como delantero, ha participado en diversas selecciones juveniles de Paraguay, jugando sudamericano Sub-17 Uruguay 1999, sub-20 Ecuador 2001 y mundial Sub-17 Nueva Zelanda 1999, participación preolímpico 2003. Actualmente es empresario Deportivo.

## Clubes
| Club             | País     | Año         |
| ---------------- | -------- | ----------- |
| Sport Colombia   | Paraguay | 2002        |
| Sportivo Luqueño | Paraguay | 2003        |
| Olimpia          | Paraguay | 2004        |
| Sportivo Luqueño | Paraguay | 2004 - 2006 |
| 12 de Octubre    | Paraguay | 2006 - 2007 |
| Barcelona        | Ecuador  | 2007        |
| Tacuary          | Paraguay | 2008        |
| Sportivo Luqueño | Paraguay | 2009        |
| Olimpia          | Paraguay | 2009        |
| Sportivo Luqueño | Paraguay | 2010 - 2011 |
| Deportes Copiapó | Chile    | 2011        |
| Real Garcilaso   | Perú     | 2012        |
| General Diaz     | Paraguay | 2013        |
| San Simón        | Perú     | 2014        |
| Pacífico FC      | Perú     | 2014        |
| Sport Victoria   | Perú     | 2015        |
| Resistencia SC   | Paraguay | 2016        |
| Sport Colombia   | Paraguay | 2017        |